# Zpracování obrazu
Zpracování obrazu je v informatice libovolná forma zpracování signálu, v které je vstupem obrázek a výstupem buď opět obrázek, anebo množina nějakých jeho charakteristik a parametrů. Většina technik používaných pro zpracování obrazů pracuje s obrazem jako s dvourozměrným signálem. Dnes se obvykle zpracováním obrazu myslí digitální zpracování, jsou však možná i analogová zpracování, jako optická.

## Operace používané ve zpracování obrazu

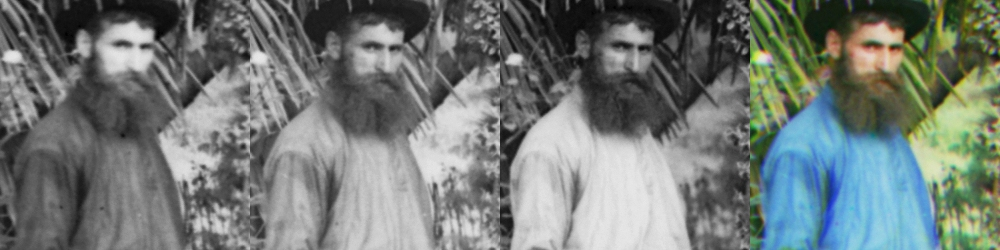
Červený, zelený a modrý kanál fotografie, čtvrtý obrázek je složený.

- Afinní transformace obrázku, jako například zvětšení a rotace
- Transformace barev, jako například změna jasu a kontrast
- Digitální složení dvou a více obrázků, které se používá například při výrobě filmů
- Interpolace a získaní obrázku z nezpracovaných obrázků ze snímače fotoaparátu
- Rozpoznávání obrazu, například digitalizace textu, který se nachází v obrázku
- Úprava obrazu (editace)